# Norma Lucía Piña Hernández

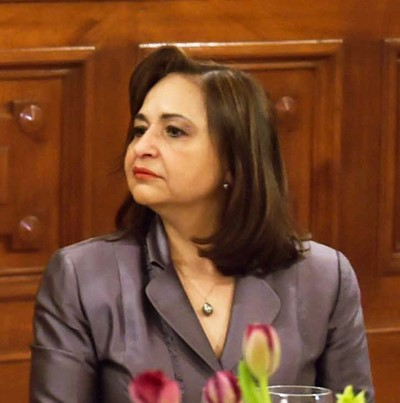
Norma Lucía Piña Hernández (2016)

Norma Lucía Piña Hernández (* 29. Juli 1960 in Mexiko-Stadt) ist eine mexikanische Juristin. Seit 2015 ist sie Richterin am Suprema Corte de Justicia de la Nación und seit 2023 als erste Frau Präsidentin dieses Gerichts.

## Leben und Wirken
Nach ihrem Schulabschluss absolvierte Piña Hernández ab 1974 zunächst eine Ausbildung zur Grundschullehrerin. Nach Abschluss dieser Ausbildung 1978 mit Auszeichnung studierte sie ab 1979 Rechtswissenschaften an der Nationalen Autonomen Universität von Mexiko, wo sie ihr Studium 1984 mit dem Erwerb des Bachelor of Laws abschloss. Anschließend absolvierte sie ein postgraduales Qualifikationsstudium in Verfassungs- und Verwaltungsrecht, das sie 1986 abschloss. 1988 wurde sie von der Nationalen Autonomen Universität von Mexiko zur Dr. iur. promoviert.
1988 trat sie als richterliche Assistentin am dritten Verwaltungskollegialgericht für den ersten Bezirk in den Dienst der mexikanischen Justiz, 1992 wechselte sie an den Obersten Gerichtshof. 1998 wurde sie zur Richterin für den dritten Distrikt in Morelos ernannt. 2000 wechselte sie als Richterin für Verwaltungsangelegenheiten für den Bundesdistrikt ab den Verwaltungsgerichtshof. Nach weiteren Stellungen als Verwaltungsrichterin wurde Piña Hernández am 10. Dezember 2015 als Nachfolgerin von Olga Sánchez Cordero zur Richterin am Obersten Gerichtshof Mexikos ernannt. Dort wurde sie 2017 Vorsitzende der Ersten Kammer. Im Januar 2023 wurde Piña Hernández als erste Frau zur Präsidentin des Obersten Gerichtshofs ernannt.